# Assemblée constituante de l'État libre de Prusse
L'Assemblée constituante de l'État libre de Prusse est responsable, après la Révolution de novembre, de la rédaction et de l'adoption d'une constitution pour l'État libre de Prusse. Elle se réunit entre 1919 et 1921 dans ce qui est aujourd'hui la Chambre des représentants de Berlin (de). C'est donc le précurseur du parlement de l'État libre de Prusse.

## Création et tâches
La révolution de novembre 1918 met fin à la monarchie bicamérale. La Chambre des représentants et des seigneurs sont abolis et un système de gouvernement parlementaire est adopté pour la future République de Weimar. L'Assemblée constituante prussienne doit se réunir pour débattre d'une future constitution prussienne démocratique. La décision est prise lors des réunions du Conseil prussien des commissaires du peuple les 12 et 14 décembre 1918, lorsque les membres du MSPD Otto Braun, Paul Hirsch (de) et Eugen Ernst (de) réussissent à faire abandonner les membres du gouvernement de l'USPD leur position de blocage actuelle. Selon cette décision, les élections doivent avoir lieu une semaine avant les élections à l'Assemblée nationale allemande. Compte tenu des considérations d'Hugo Preuss, qui préconise de diviser l'État de Prusse en raison de sa taille, et donc de ne permettre la réunion d'une assemblée nationale prussienne qu'après des décisions fondamentales au niveau national, cette date précoce fait partie de la tentative du gouvernement prussien d'éviter un éventuel écrasement.

## Élections et composition
L'élection de cette assemblée a lieu le 26. janvier 1919. Dans le district de Sigmaringen, les élections ont lieu le 1er juin 1919. Il s'agit des premières élections nationales en Prusse où le droit de vote universel, égal et secret pour les hommes et les femmes s'applique, et non le système des trois classes. Sur 401 députés, 26 femmes sont élues.
Le taux de participation est d'environ 74 %. Le parti le plus fort est le SPD avec 36,38 % des voix valables exprimées. Le parti obtient ainsi 145 sièges. La deuxième force est le Zentrum, qui s'appelle à l'époque le Parti populaire chrétien, avec 22,22 % et 93 sièges. Suivent : DDP 16.20 % (65 sièges), DNVP 11,22 % (48 sièges), USPD 7,42 % (24 sièges), DVP 5,69 % (23 sièges), DHP 0,49 % (2 sièges), Démocratie paysanne et ouvrière rurale du Schleswig-Holstein (de) 0,36 % (1 siège). Les autres partis n'obtiennent aucun siège.
L'Assemblée se réunit le 13 mars 1919 pour sa séance constitutive. Les députés élisent Robert Leinert (de) (SPD) à la présidence. Le 1er vice-président est Felix Porsch (de) (Zentrum), le 2e vice-président Otto Frentzel (DDP), le 3e vice-président (à partir du 6 mai 1919) Wolfgang von Kries (de) (DNVP)
La commission constitutionnelle responsable de l'élaboration de la Constitution compte 27 membres au total (11 SPD, 6 Zentrum, 4 DDP, 4 DNVP, 1 USPD, 1 DVP).

## Événements et décisions
Dès le 20 mars 1919, l'Assemblée constituante adopte une "loi sur l'organisation provisoire du pouvoir d'État en Prusse". Celle-ci règle les principales questions d'organisation en tant que constitution transitoire jusqu'à l'adoption d'une constitution. Contrairement à d'autres pays, la Prusse n'a pas de président. À la place, un ministre-président est à la tête d'un gouvernement collégial. Celui-ci n'a toutefois pas encore de compétence directive, comme dans la constitution ultérieure. Toutefois, sa voix est prépondérante en cas d'égalité des voix au sein du cabinet. Le gouvernement dans son ensemble dispose depuis lors des droits qui revenaient auparavant au roi. Dans ce contexte, l'ancien gouvernement royal de l'Église est confié à trois ministres. Le droit de dissoudre ou d'ajourner l'assemblée constituante en est exclu. Une particularité de la Constitution provisoire est que le président de l'Assemblée constituante a le droit de nommer le ministre-président et le gouvernement.
Quelques jours plus tard, l'Assemblée constituante adopte, avec l'abstention du Zentrum, une résolution contre une éventuelle scission du pays, comme l'a proposé Hugo Preuß dans les premiers projets de constitution du Reich.
Le 25 mars 1919, le président de l'Assemblée constituante nomme comme gouvernement d'État un cabinet de coalition composé de membres du SPD, du Zentrum et du DDP et dirigé par Paul Hirsch (SPD). Après le putsch de Kapp, le gouvernement démissionne et le premier cabinet (de) est formé par Otto Braun (SPD) est formé le 29 mars 1920.
En avril 1920, le Parlement approuve la formation du Grand Berlin. Le 23 juin 1920, l'Assemblée nationale adopte la loi sur l'abolition des privilèges d'état civil de la noblesse. La tentative de renforcer l'indépendance politique des provinces a échoué à l'Assemblée constituante.

## Constitution de l'État libre de Prusse du 30 novembre 1920
L'adoption de la nouvelle constitution prend du temps pour différentes raisons. Les débats difficiles au sein du Parlement en sont un aspect. À cela s'ajoutent des considérations liées à la politique d'empire. On attend l'adoption de la Constitution de Weimar pour l'adopter. Le putsch de Kapp provoque un nouveau retard. Le 30 novembre 1920, la nouvelle constitution de l'État libre de Prusse est adoptée par 280 voix du SPD, du Zentrum, du DDP et du DVP contre 60 voix du DNVP et de l'USPD, le parti germano-hanovrien s'abstenant.
Contrairement à la Constitution provisoire, le ministre-président est depuis lors élu par le parlement sans débat. Le ministre-président nomme les ministres d'État. La Constitution consacre entre autres pour la Prusse un droit de vote universel, direct et secret dans une constitution basée sur des principes démocratiques.
Par rapport à la Constitution de 1850, la nouvelle Constitution républicaine, qui ne connait bien sûr plus de roi, mais qui renonce également à un président, renforce la position du parlement. Celui-ci peut désormais décider de sa propre dissolution. La position du ministre-président, qui, en vertu de l'article 46, dispose désormais d'une compétence d'orientation par rapport aux autres ministères, constitue toutefois un contrepoids important. Le ministre-président est élu sans débat par le parlement. Son importance est à comparer avec celle du Premier ministre britannique.
En principe, l'ancienne structure en arrondissements ruraux et urbains, districts et provinces est restée. Ce qui est nouveau, c'est que les parlements provinciaux, ainsi que les conseils d'arrondissement et les assemblées municipales, sont démocratiquement élus.
L'article 31 de la constitution introduit le Conseil d'État prussien pour représenter les provinces. Cela doit agir comme une sorte de seconde chambre à côté du parlement de l'État. Konrad Adenauer devient président du Conseil d'État et occupe ce poste jusqu'en 1933.